# Troca de casa

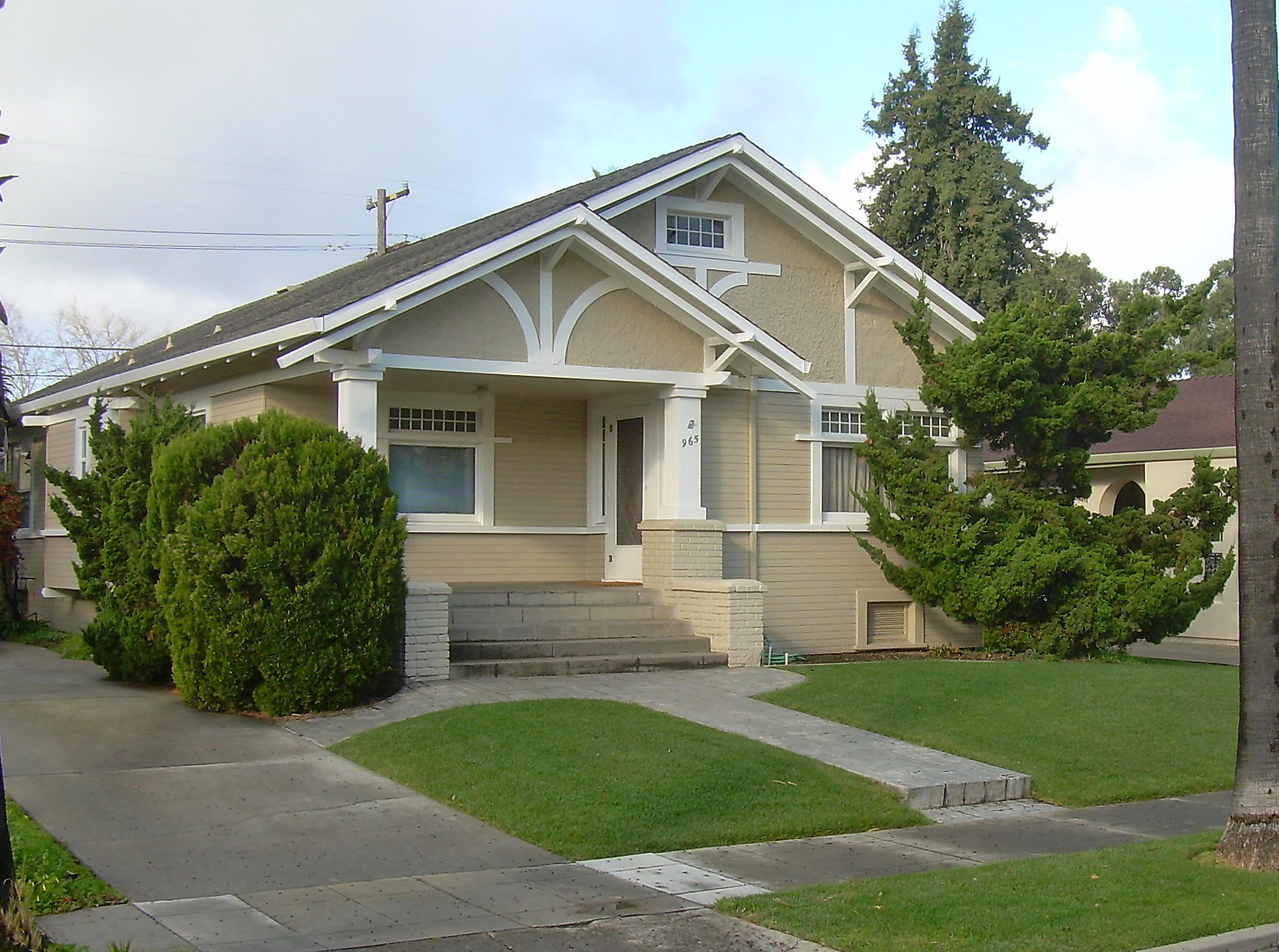
Casa em San Jose, California.

Troca de casa é uma prática que faz referência à troca de imóveis durante o período de férias. A sua origem remonta à década de 1950 quando professores de sindicatos da Holanda e da Suiça buscaram uma forma econômica que permitisse mais viagens a um custo baixo. Inicialmente os professores trocavam com outros membros do sindicato, mas em 1953 criaram o primeiro clube específico para trocas de casa, o Intervac. Numa viagem de troca de casa, a economia fica em torno de 40% do custo.

## Por temporada
As trocas de casa por temporada podem ocorrer nos feriados, mas são mais comuns durante as férias, quando as famílias têm mais tempo para viajar. Além de baratear os custos de uma viagem, a troca de casa nas férias permite que o viajante experimente viver como um cidadão local por meio do contato direto com a cultura do lugar que visita. Além disso, ele tem mais conforto e qualidade permitindo que aproveite mais o seu período de férias. A troca de casa se difere de sites de hospedagem que se tornaram populares nos últimos anos.

## Como é feita
Geralmente, os viajantes se reúnem em clubes que possibilitam a troca de casas entre seus associados. Os interessados fazem um cadastro no site de sua preferência, colocam informações da casa e da região onde moram, dizem para onde desejam ir e em que datas. Informações pessoais não são publicadas e as mensagens são trocadas no sistema interno de cada site. Não há compensação financeira para nenhuma das partes. Se houver interesse, eles acertam as datas da hospedagem, que pode ser feita ao mesmo tempo ou em momentos diferentes. É possível fazer a troca de casa por casa, mas muitos clubes possuem proprietários de barcos. As trocas não são feitas em casas com o mesmo tamanho e todo o acerto é feito entre os proprietários. Muitas vezes, o destino interessa mais que a própria moradia como no filme “O Amor não Tira Férias” em que a troca entre a dona de uma mansão da Califórnia e a de uma pequena cabana na Inglaterra rende boas histórias. Tudo vai depender do estilo de viagem que cada associado deseja ter.

## Vantagens
As vantagens apontadas para esse modelo de turismo compartilhado vão desde o maior espaço para as famílias se acomodarem, com ambientes para descanso e lazer, como a possibilidade de desfrutarem de férias menos corridas e relaxantes. A economia ocorre na hospedagem, já que não há pagamento por diárias, e na alimentação, pois os hóspedes desfrutam de cozinhas para preparo de alimentos e outras comodidades. O que é economizado pode dar mais qualidade à viagem e ser revertido, por exemplo, em mais passeios.   

## Total de trocas
Atualmente estima-se que cerca de 250 mil trocas por temporada sejam feitas por ano. Para dar maior segurança aos associados, os clubes recomendam que haja uma intensa troca de e-mails e que as conversas avancem. Alguns deles permitem que os associados façam ligações telefônicas ou chamadas online com exibição de webcam.

## Economia colaborativa
O modelo é pautado no consumo colaborativo, também chamado de economia do compartilhamento, e não envolve dinheiro ou negociação financeira: a troca é combinada entre os associados de um clube que pagam uma anuidade ou usam pontos para ocupar o imóvel em suas férias. Há grupos que funcionam também de forma gratuita.  Esse é um estilo de turismo que envolve a confiança e vem ganhando adeptos em todo mundo.     